# 971
Cette page concerne l'année 971  du calendrier julien. Pour l'année 971 av. J.-C., voir 971 av. J.-C.
L'année 971 est une année commune qui commence un dimanche.

## Événements
- 3 mars, Chine : défaite des Han du Sud[1]. Prise de Canton par le général Pan Mei, envoyé par l'empereur Song Zhao Kuangyin[2].

- Juillet : le général fatimide Ja'far doit lever le siège d'Antioche et retourner à Damas[3].
- 31 août : les Fatimides sont battus par les Qarmates à Damas. Ja'far est tué[3].
- 5 septembre : les Qarmates prennent Ramla ; ils vont faire le siège de Jaffa puis attaquent l'Égypte, réprochant aux Fatimides de ne pas avoir payé le tribut annuel de 300 000 dinars du par les Ikhchidides[4].
- Décembre : Jawhar al-Siqilli est victorieux devant Le Caire contre une attaque de l'Égypte par les Qarmates[5].

- Selon Ibn al Athir, un incendie dans le quartier populaire chiite d’Al Karkh, à Bagdad, aurait provoqué la mort de 17 000 personnes[6].

### Europe
- 28 mars : l’empereur Jean Ier Tzimiskès inspecte 300 navires de la flotte byzantine destinés à prendre l’armée russe à revers sur le Danube[7].
- 2 avril : l'armée byzantine franchit les passes des Balkans[7].

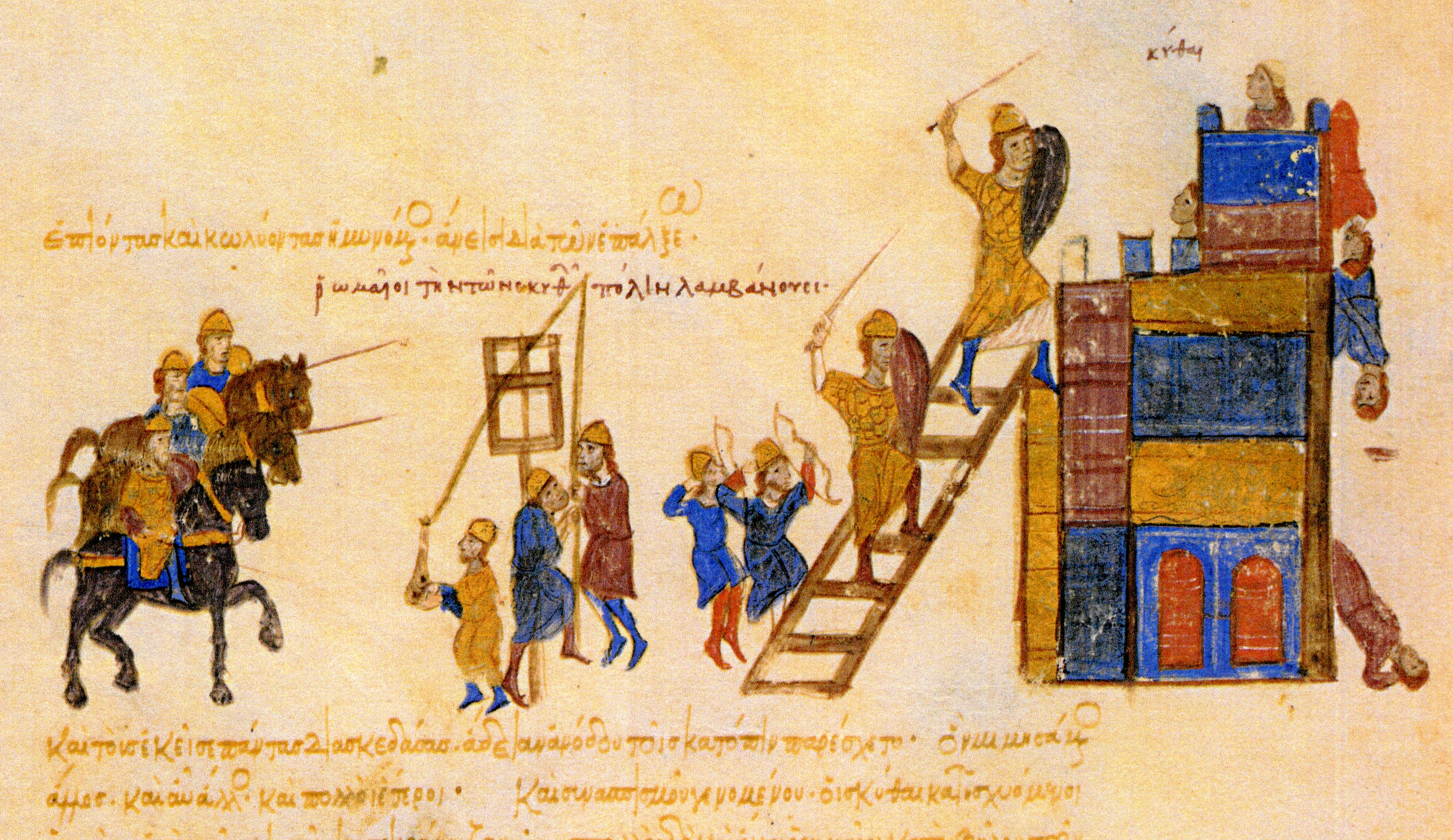
4 avril : bataille de Preslav, Chronique de Jean Skylitzès

- 4 avril : Jean Tzimiskès défait l'armée russe de Sviatoslav Ier à la bataille de Preslav[7].
- 23 avril : battus à la bataille de Dorystolon, les Russes s'enferment à Dristra ou Dorostolon (aujourd'hui Silistra). Les troupes byzantines font le siège de la ville[7].
- 25 avril : la flotte byzantine arrive devant Dorystolon[7].
- 24 juillet : Les Russes, enfermés dans Dorystolon, sont écrasés lors d'une tentative de sortie. Sviatoslav de Kiev demande un armistice. Les Byzantins signent un nouveau pacte de non-agression avec les Russes[7]. Le traité de commerce de 944 est reconduit. L'empereur Jean Tzimiscès rentre triomphalement à Constantinople avec Boris II de Bulgarie captif ; il doit abdiquer et la Bulgarie orientale est soumise à Byzance jusqu'au Danube[7].
- 7 novembre : réforme monastique à Mouzon effectuée par Adalbéron de Reims après le départ des chanoines et la translation des reliques de saint Arnoul le 24 juillet[8].
- Novembre :
  - Jean Ier Tzimiskès épouse Théodora, fille de Constantin VII[7].
  - nouvelle ambassade d'Otton Ier à Constantinople dirigée par l'archevêque Géron de Cologne qui raccompagne la princesse byzantine Théophano promise au futur Otton II[9]

- Début du règne de Kenneth II, roi d'Écosse[10].